# 镇海棘螈
镇海棘螈（学名：Echinotriton chinhaiensis）为蝾螈科棘螈属的两栖动物，是中国的特有物种。仅分布于浙江宁波市北仑区林场，一般栖息于沿海丘陵地区山脚旁以及阴暗潮湿土质松软的泥土或石隙中。其生存的海拔范围为100至200米。

## 繁殖
镇海棘螈产卵期在每年3月到5月中上旬, 通常产卵于水坑边的枯叶或植被下，卵发育完全后幼体破膜进入水坑中生长。

## 保护
由于人类活动和气候变化的影响, 镇海棘螈的栖息地面临着农药污染、生境破碎化及丧失的困境，对该物种带来了极大的生存和繁殖压力。其被列為《瀕危野生動植物種國際貿易公約》附錄二的物種，被限制出口及貿易。也是中国国家一级重点保护动物。